# Numazu
Numazu (japanska: 沼津市?, Numazu-shi) är en stad i Shizuoka prefektur i Japan. Staden fick stadsrättigheter 1923  och 
har sedan 2000 
status som speciell stad (japanska: 特例市?, Tokureishi) enligt lagen om lokalt självstyre.
Numazu-juku var en av de ursprungliga shukuba (stationerna) på Tōkaidō, en av de fem stora färdlederna i Japan under Edoperioden.